# The Final Countdown (album)
The Final Countdown treći je studijski album švedskog heavy metal sastava Europe. Objavljen je 26. svibnja 1986. godine. Album se prodao u više od 15 milijuna primjeraka diljem svijeta. Prvi je album sastava na kojem bubnjeve svira Ian Haugland, i zadnji na kojem svira gitarist John Norum, dok se nije vratio za album Start from the Dark.
Objavljeno je pet singlova s albuma: "The Final Countdown", "Love Chaser", "Rock the Night", "Carrie", i "Cherokee." Prvi singl pridonio je sastavu veliku popularnost.

## Popis pjesama
Tekstovi i glazba: Joey Tempest, osim gdje je navedeno drugačije. 
| 1. | »The Final Countdown« |                       | 5:09 |
| 2. | »Rock the Night«      |                       | 4:03 |
| 3. | »Carrie«              | Tempest, Mic Michaeli | 4:30 |
| 4. | »Danger on the Track« |                       | 3:45 |
| 5. | »Ninja«               |                       | 3:46 |

| Druga strana | Druga strana     | Druga strana | Druga strana | Druga strana | Druga strana | Druga strana | Druga strana | Druga strana | Druga strana |
| Br.          | Skladba          | Trajanje     |              |              |              |              |              |              |              |
| ------------ | ---------------- | ------------ | ------------ | ------------ | ------------ | ------------ | ------------ | ------------ | ------------ |
| 6.           | »Cherokee«       | 4:13         |              |              |              |              |              |              |              |
| 7.           | »Time Has Come«  | 4:01         |              |              |              |              |              |              |              |
| 8.           | »Heart of Stone« | 3:46         |              |              |              |              |              |              |              |
| 9.           | »On the Loose«   | 3:08         |              |              |              |              |              |              |              |
| 10.          | »Love Chaser«    | 3:27         |              |              |              |              |              |              |              |
| 39:58        |                  |              |              |              |              |              |              |              |              |

## Osoblje
Europe
- Joey Tempest – vokali
- John Norum – gitara, prateći vokali
- John Levén – bas-gitara
- Mic Michaeli – klavijature, prateći vokali
- Ian Haugland – bubnjevi, prateći vokali

Ostalo osoblje
- Kevin Elson – producent, inženjering, miksanje
- Wally Buck – inženjering, miksanje
- Bob Ludwig – mastering
- Michael Johansson – fotografija
- Les Katz – omot albuma
- Joel Zimmerman – ilustracije